# 鄭文欽
鄭 文欽（チョン・ムヌム、朝鮮語: 정문흠、1892年9月1日または1893年または1896年 - 1976年3月1日）は、朝鮮の独立運動家、大韓民国の政治家。第2・3・4代韓国国会議員。

## 経歴
現在の慶尚北道奉化郡出身。三・一運動の後は満洲で独立運動を行い、1923年に満州東中を卒業した。その後は帰国し、慶興郡金融組合長を務めた。1950年の第2代総選挙に奉化選挙区から無所属で出馬して当選し、以後は自由党所属で2選した。1959年には自由党総務、1966年には自由党政策審議会会長を務めた。
1976年に慶尚北道奉化郡春陽面の自宅にて老衰のため死去した。享年86。

## エピソード
韓国語の「억지춘향」または「억지춘양」という慣用表現の語源の1つは、法田駅から鹿洞駅までの嶺東線（旧・栄岩線）の線形は春陽面（春陽駅の所在地）を経由するために「Ω」状に大きく回ることである。これは当時国会議員を務めていた鄭文欽による「我田引鉄」の影響だと言われる。